# Prefektura apostolska
Prefektura apostolska – typ jednostki kościelnego podziału administracyjnego, spotykany w Kościele rzymskokatolickim. Prawo kanoniczne definiuje go następująco:

Wikariat apostolski lub prefektura apostolska oznacza określaną część Ludu Bożego, która z racji szczególnych okoliczności nie została jeszcze ukonstytuowana jako diecezja i jest powierzona pasterskiej trosce wikariusza apostolskiego lub prefekta apostolskiego, ażeby kierowali nią w imieniu Papieża.

Prefektura apostolska jest pierwszym krokiem w organizowaniu na danym terytorium struktury kościelnej. Kieruje nią w imieniu Papieża prefekt apostolski, który zazwyczaj nie jest biskupem (zdarzają się wyjątki od tej reguły). Następnym wyższym typem kościelnej jednostki administracyjnej jest wikariat apostolski, gdzie wikariusz apostolski zostaje podniesiony do godności biskupa tytularnego. Oba typy tworzone są na terenach misyjnych, jako kolejne etapy stabilizacji struktur kościelnych, zanim można będzie tam utworzyć normalne diecezje.
Obecnie na świecie istnieje 39 prefektur apostolskich, z czego większość (28) w Chińskiej Republice Ludowej, gdzie po przejęciu władzy przez komunistów w 1949 Stolica Apostolska nie ma możliwości reorganizacji struktur kościelnych.

## Lista prefektur apostolskich
Azerbejdżan
- Prefektura apostolska Azerbejdżanu

Chiny
- Prefektura apostolska Baoqing
- Prefektura apostolska Guilin
- Prefektura apostolska Hajnan
- Prefektura apostolska Haizhou
- Prefektura apostolska Jiamusi
- Prefektura apostolska Jian’ou
- Prefektura apostolska Lindong
- Prefektura apostolska Linqing
- Prefektura apostolska Lixian
- Prefektura apostolska Qiqihar
- Prefektura apostolska Shaowu
- Prefektura apostolska Shashi
- Prefektura apostolska Shiqian
- Prefektura apostolska Suixian
- Prefektura apostolska Tongzhou
- Prefektura apostolska Tunxi
- Prefektura apostolska Weihaiwei
- Prefektura apostolska Xiangtan
- Prefektura apostolska Xing’anfu
- Prefektura apostolska Xining
- Prefektura apostolska Xinjiang
- Prefektura apostolska Xinxiang
- Prefektura apostolska Yangzhou
- Prefektura apostolska Yongzhou
- Prefektura apostolska Yueyang
- Prefektura apostolska Zhaotong

Etiopia
- Prefektura apostolska Robe

Falklandy
- Prefektura apostolska Falklandów

Kambodża
- Prefektura apostolska Bătdâmbâng
- Prefektura apostolska Kompong Cham

Libia
- Prefektura apostolska Misraty

Mongolia
- Prefektura apostolska Ułan Bator

Rosja
- Prefektura apostolska Jużno-Sachalińska

Sahara Zachodnia
- Prefektura apostolska Sahary Zachodniej

Wyspy Marshalla
- Prefektura apostolska Wysp Marshalla